# Бабінець (село)
Бабінець (словац. Babinec) — село, громада в окрузі Рімавська Собота, Банськобистрицький край, Словаччина. Кадастрова площа громади — 4,91 км². Населення — 62 особи (за оцінкою на 31 грудня 2017 р.).
Перша згадка 1407 року.

## Населення
| Рік:            | 1994. | 2004.    | 2014.   | 2024.   |
| --------------- | ----- | -------- | ------- | ------- |
| Кількість осіб: | 104   | 74       | 71      | 66      |
| Різниця:        |       | -28,84 % | -4,05 % | -7,04 % |

| Рік:            | 2023. | 2024.   |
| --------------- | ----- | ------- |
| Кількість осіб: | 64    | 66      |
| Різниця:        |       | +3,12 % |